# Canton de Montauban-Est
Le canton de Montauban-Est est un ancien canton français situé dans le département de Tarn-et-Garonne.

## Histoire
Le canton de Montauban-Est est créé au XIXe siècle.
Il est supprimé en 1973, lors du redécoupage de la ville en quatre cantons.

## Représentation

### Conseillers généraux de 1833 à 1973
| Période | Période      | Identité                                           | Étiquette                           | Qualité                                                                                                  |
| ------- | ------------ | -------------------------------------------------- | ----------------------------------- | --- |
| 1833    | 1839         | Jean François Gilibert                             |                                     | Avocat à Montauban                                                                                       |
| 1839    | 1848         | Vicomte Louis Victor de Gironde (1788-1866)        |                                     | Propriétaire, ancien maire de Montauban (1826-1830) Ancien commandant de la Garde nationale de Montauban |
| 1848    | 1852         | Jean Guichard Bruno Aimé de Scorbiac               |                                     | Ancien lieutenant de louveterie Propriétaire à Montauban                                                 |
| 1852    | 1871         | Gustave Cohorn Vialètes-Daignan Baron de Mortarieu |                                     | Ancien officier, propriétaire à Montauban                                                                |
| 1871    | 1886         | Léopold de Gironde                                 | Droite                              | Avocat et critique d'art à Montauban                                                                     |
| 1886    | 1892         | Alexis Bergis                                      | Républicain                         | Maire de Montauban (1879-1892)                                                                           |
| 1892    | 1904         | Henri Delbreil                                     | Droite Monarchiste puis Boulangiste | Avocat Sénateur (1882-1891)                                                                              |
| 1904    | 1919         | Raymond Lacaze-Dori                                | Républicain                         | Docteur-médecin, ancien interne des hôpitaux de Paris Conseiller municipal de Montauban                  |
| 1919    | 1920 (décès) | Henri Delbreil                                     | Conservateur                        | Avocat Sénateur (1882-1891)                                                                              |
| 1920    | 1924 (décès) | Pierre Delbreil (fils du précédent)                | Conservateur                        | Propriétaire                                                                                             |
| 1924    | 1934         | Albert Monribot                                    | Libéral                             | Docteur en médecine                                                                                      |
| 1934    | 1940         | Louis Poutansant                                   | Rad.                                | Négociant (exportateur de fruits et légumes) à Montauban, ancien conseiller d'arrondissement             |
|         |              |                                                    |                                     | |
| 1945    | 1949         | Adrien Laplace                                     | Rad.                                | Agriculteur, conseiller municipal de Montauban, ancien conseiller d'arrondissement                       |
| 1949    | 1967         | Henri Roques (1906-1995)                           | DVD                                 | Médecin à Montauban                                                                                      |
| 1967    | 1973 (décès) | Jean Daran (1901-1973)                             | Rad.                                | Chef d'entreprise, ancien résistant, premier adjoint au maire de Montauban                               |

### Conseillers d'arrondissement (de 1833 à 1940)
| Période                                  | Période          | Identité                          | Étiquette       | Qualité |
| ---------------------------------------- | ---------------- | --------------------------------- | --------------- | --- |
| 1833                                     | 1833 (démission) | Pierre Daniel Mariette-Auriol     |                 | Propriétaire à Montauban                                                                                    |
| 1833                                     | 1848             | Pierre Combes-Dounous (1770-1852) |                 | Propriétaire à Montauban                                                                                    |
|                                          |                  |                                   |                 | |
| 1880                                     |                  | M. Jourdain                       | Républicain     | Adjoint au maire de Montauban                                                                               |
| 1895                                     | 1901             | Paul Lagrasse                     | Conservateur    | |
| 1901                                     | 1903 (décès)     | Marcelin Coulonjou                | Radical         | Propriétaire à Montauban                                                                                    |
|                                          |                  |                                   |                 | |
| 1913                                     |                  | M. Combebiac                      | Rad.            | |
|                                          |                  |                                   |                 | |
|                                          | 1934             | Louis Poutansant                  | Rad.            | Négociant (exportateur de fruits et légumes) à Montauban                                                    |
| 1934                                     | 1935             | M. Buffa                          | Union nationale | |
| 1935                                     | 1940             | Adrien Laplace                    | Radical         | Agriculteur à Montauban                                                                                     |
| 1940                                     |                  |                                   |                 | Les conseils d'arrondissement ont été suspendus par la loi du 12 octobre 1940 et n'ont jamais été réactivés |
| Les données manquantes sont à compléter. |                  |                                   |                 | |